# Ныда (река)
Ны́да — река в Ямало-Ненецком автономном округе России. Впадает в Обскую губу Карского моря с юго-востока. Длина — 196 км, площадь водосборного бассейна — 7110 км².

## Описание
Образуется слиянием рек Левая Ныда и Правая Ныда в 40 км к северо-востоку от пгт Пангоды и в 65 км к западу от г. Новый Уренгой.
Русло извилистое в верхнем течении. Общее направление течения — северо-западное. В нижнем течении пересекает Северный полярный круг.
Бассейн реки полностью расположен в пределах Надымского района.
Через реку проложены газопроводы, построен автодорожный мост у пгт Заполярный на автодороге Пангоды — Ямбург. В устье реки находятся село Ныда и посёлок Нумги, в которых имеется речной порт.

## Притоки
- 2 км: Нумги
- 5 км: Хояха
- 6 км: водоток протока Вело-Парод
- 39 км: Нижняя Варкута
- 50 км: Хусьяха (пр)
- 56 км: Средняя Варкута
- 58 км: Верхняя Варкута
- 67 км: Ныда-Хадыта
- 69 км: река без названия
- 75 км: Хэяха (лв)
- 78 км: Нижняя Поды
- 80 км: река без названия
- 82 км: Нгэва-Яха
- 86 км: река без названия
- 88 км: река без названия
- 92 км: река без названия
- 100 км: река без названия
- 101 км: Средняя Поды
- 107 км: Верхняя Поды
- 116 км: река без названия
- 119 км: Идъяха (пр)
- 152 км: Сармик-Седа
- 176 км: Ерь-Яха
- 193 км: река без названия
- 196 км: Левая Ныда
- 196 км: Правая Ныда

Крупнейшие притоки: Хэяха (лев.), Идъяха и Хусьяха (пр.).